# Ministério da Ciência, Tecnologia e Inovação (Colômbia)
| Ministro da Ciência, Tecnologia e Inovação                              |                                |
| Avenida Calle 26, nº 57–83, Torre 8 Bogotá, Colômbia minciencias.gov.co |                                |
| Criação                                                                 | 24 de janeiro de 2020 (5 anos) |
| Edifício da Sede do Ministério                                          |                                |
| Edifício da Sede do Ministério                                          |                                |
| Atual ministro                                                          | Yesenia Olaya                  |
| Orçamento                                                               | COL$ 392 362 milhões           |

O Ministério da Ciência, Tecnologia e Inovação (em castelhano: Ministerio de Ciencia, Tecnología e Innovación, MinCiencias), sucessor do Departamento Administrativo de Ciência, Tecnologia e Inovação (Colciencias), é o órgão do Governo Nacional da Colômbia para a gestão da administração pública, reitor do setor e do Sistema Nacional de Ciência, Tecnologia e Inovação. Inovação (SNCTI), responsável por formular, orientar, dirigir, coordenar, executar, implementar e controlar a política de Estado nesta matéria, de acordo com os planos e programas de desenvolvimento, de acordo com a Lei 2.237 de 2022, por meio da qual foi criada e oficializado.
O Ministério das Ciências é chefiado pela Ministra Yesenia Olaya Requene. Ela é socióloga pela Universidade de Caldas, mestre em Pedagogia pela Universidade Autônoma do México e doutora pela mesma universidade.
Ela foi pesquisadora associada no Hutchins Center for African and African American Research na Universidade de Harvard. Sua ampla abordagem sobre diversidade e igualdade racial na América Latina a levou a ser, em 2019, coordenadora acadêmica do Certificado em Estudos Afro-Latino-Americanos desta mesma instituição.

## Estrutura
O Ministério da Ciência, Tecnologia e Inovação é composto pelo Gabinete do Ministro, pelos gabinetes de assessoramento e apoio, por dois vice-ministérios e pela secretaria-geral, sendo:
- Ministro da Ciência, Tecnologia e Inovação
- Vice-Ministério do Conhecimento, Inovação e Produtividade
  - Departamento de Geração de Conhecimento
  - Direção da Transferência e Utilização do Conhecimento
- Vice-Ministério do Talento e Apropriação Social do Conhecimento
  - Direção de Capacidades e Disseminação do CTel
  - Direção de Vocações e Formação no CTel
- Secretário Geral
  - Departamento de Talentos Humanos
  - Gestão Administrativa e Financeira

## Índice público
MinCiencias administra o Publindex, o Sistema Nacional de Resumo e Indexação para Publicações Seriais em Ciência, Tecnologia e Inovação (Sistema Nacional de Indexación de Publicaciones Especializadas de Ciencia, Tecnología e innovación), que é uma classificação de periódicos acadêmicos em quatro categorias (C, B, A2 e A1).